# Tituria nigromarginata
Tituria nigromarginata är en insektsart som beskrevs av Carl Stål 1865. Tituria nigromarginata ingår i släktet Tituria och familjen dvärgstritar. Inga underarter finns listade i Catalogue of Life.